# Raquetbol en los Juegos Panamericanos

Raquetbol

La prueba de Raquetbol fue admitida en los Juegos Panamericanos desde la duodécima edición que se celebró en Mar del Plata en Argentina en 1995.
Está disciplina no se llevó a cabo en la edición de los Juegos Panamericanos de 2007, realizada en Río de Janeiro (Brasil).

## Eventos
Los siguientes eventos son los realizados en la prueba de raquetbol, según la sede son los eventos realizados.
| - Individual - Dobles - Competencia por equipo | - Individual - Dobles - Competencia por equipo |

## Palmarés

### Individual femenino
| Evento           | Oro                  | Plata                   | Bronce                                       |
| ---------------- | -------------------- | ----------------------- | -------------------------------------------- |
| Guadalajara 2011 | Paola Longoria (MEX) | Rhonda Rajsich (USA)    | María José Vargas (BOL) Cheryl Gudinas (USA) |
| Toronto 2015     | Paola Longoria (MEX) | María José Vargas (ARG) | María Sotomayor (ECU) Rhonda Rajsich (USA)   |
| Lima 2019        | Paola Longoria (MEX) | María José Vargas (ARG) | Natalia Méndez (ARG) Adriana Riveros (COL)   |

## Medallero Histórico
Actualizado a Lima 2019
| Núm. | País           | Oro | Plata | Bronce | Total |
| ---- | -------------- | --- | ----- | ------ | ----- |
| 1    | México         | 16  | 3     | 8      | 27    |
| 2    | Estados Unidos | 15  | 10    | 10     | 35    |
| 3    | Bolivia        | 1   | 2     | 7      | 10    |
| 4    | Canadá         | 0   | 8     | 10     | 18    |
| 5    | Argentina      | 0   | 4     | 3      | 7     |
| 6    | Colombia       | 0   | 1     | 3      | 4     |
| 7    | Venezuela      | 0   | 1     | 2      | 3     |
| 8    | Guatemala      | 0   | 1     | 0      | 1     |
| 9    | Ecuador        | 0   | 0     | 6      | 6     |
| 10   | Chile          | 0   | 0     | 3      | 3     |
| 11   | Puerto Rico    | 0   | 0     | 1      | 1     |
| 12   | Costa Rica     | 0   | 0     | 1      | 1     |